# 垄溪乡
垄溪乡，是中华人民共和国湖南省株洲市炎陵县下辖的一个乡镇级行政单位。

## 行政区划
垄溪乡下辖以下地区：
漕溪村、江洲村、三口垄村、西坑村、土垒村、茶背村、南岸村、古塘村、牛塘村、仙坪村、茶龙村、秋田村、坂溪村和菜坪村。